# 帕勒莫鎮區 (愛荷華州格蘭迪縣)
帕勒莫鎮區（英語：Palermo Township）是位於美國愛荷華州格蘭迪縣的一個行政鎮區。

## 地方資料
根據2010年美國人口普查的數據，帕勒莫鎮區的面積為100.36平方千米，當中陸地面積為100.36平方千米，而水域面積為0.00平方千米。當地共有人口2955人，而人口密度為每平方千米29.44人。